# Good Faith Collaboration
Good Faith Collaboration: The Culture of Wikipedia är en bok av Joseph M. Reagle Jr., Harvard Law School), publicerad av MIT Press 2010 med förord av Lawrence Lessig. Boken är en studie om Wikipedias historia, dess nuvarande utvecklingslinjer och dess teoretiska föregångare, liksom den kultur som har utvecklats omkring Wikipedia och baseras på Reagles PhD-avhandling i samma ämne.. På grund av boken blev Reagle en av huvudtalarna vid Wikimania-konferensen i Haifa, Israel 2011.